# موتور حاجی عبدالله
موتور حاجی عبدالله روستایی در دهستان شورو بخش کورین شهرستان زاهدان استان سیستان و بلوچستان ایران است.

## جمعیت
بر پایه سرشماری عمومی نفوس و مسکن در سال ۱۳۹۵ جمعیت این روستا ۱۹ نفر (۴خانوار) بوده‌است.